# Men of Crisis: The Harvey Wallinger Story
Men of Crisis: The Harvey Wallinger Story je americký televizní film z roku 1971, který natočil režisér Woody Allen podle vlastního scénáře. Allen v něm zároveň ztvárnil hlavní roli. Dále ve filmu hráli jeho bývalá manželka Louise Lasser, Diane Keatonová a další. Snímek, který je natočen ve stylu tzv. mockumentu, je satirou na vládu tehdejšího prezidenta Richarda Nixona. Tento pětadvacetiminutový film byl natočen pro televizní stanici Public Broadcasting Service. Původně měl být odvysílán v únoru 1972, ale jeho vysílání bylo zrušeno. V televizi nakonec nikdy vysílán nebyl, ale po mnoha letech byl zveřejněn.